# ستنيسو هيربست
ستنيسو هيربست (بالبولندية: Stanisław Herbst)‏ هو مؤرخ بولندي، ولد في 12 يوليو 1907 في راكفير في إستونيا، وتوفي في 24 يونيو 1973 في وارسو في بولندا.